# Água de Pena
Água de Pena je portugalská farnost, která leží na východním pobřeží portugalského ostrova Madeira v okrese Machico. V roce 2011 zde žilo 2 434 stálých obyvatel a jejich počet se neustále zvyšuje.

## Geografie a ekonomika
Hranice farnosti Água da Pena vymezuje na severu farnost Machico, na severovýchodě farnost Santo António da Serra a na jihu farnost Santa Cruz. Z východu je farnost Água de Pena ohraničena Atlantským oceánem. Původně byla Água de Pena rozdělena mezi farnosti Santa Cruz a Machico: části Torre a Ventrecha (v Santa Cruz) a Bemposta, Lombo, Lugarinho, Igreja a Queimada (v Machico). V roce 1989 se farnost Água de Pena stala samostatnou civilní farností v okrese Machico a byla oddělena od částí Torre a Ventrecha, které zůstaly začleněny do farnosti Santa Cruz.
Água de Pena je spojena se sousedními farnostmi Santa Cruz a Machico dálnicí Via Rápida 1, po které jde dojet až do hlavního města regionu Funchal.

## Ekonomika
Většina obyvatel farnosti je zaměstnána v zemědělství, a to díky historické vazbě na pěstování cukrové třtiny. Kromě cukrové třtiny se na zdejších polích pěstují banány, brambory a sladké brambory. Zbytek obyvatel nachází uplatnění v oblasti stavebnictví, pekařství, a prodej/servis automobilů.